# 大街道停留場
大街道停留場（日语：／ Ōkaidō teiryūjō */?）是位於日本愛媛縣松山市，屬於伊予鐵道的路面電車車站。車站編號為19。此站位於國道11號上，並座落在松山市其中一處最繁華的商業街上。根據四國運輸局於2014年度的調查，本站與松山市站前站為松山市內線中最多人使用的2個車站，每日的使用量超過5000人次。
此站現時使用的設施屬於原「松山電氣軌道」的車站。在此之前道後鐵道在更早期時也在附近開設了另一個車站，並稱為「松山站」。後來兩間鐵路公司分別被伊予鐵道收購，而隨著松山電氣鐵道路段進行複線化，道後鐵道的車站及路線也一併被廢除。

## 所屬路線
- 伊予鐵道

松山市內線（城南線）
■1號線（環狀線—順時針方向）
■2號線（環狀線—逆時針方向）
■3號線（市站線）
■5號線（JR線）

## 車站結構
設有非對向式側式月台2個，位於通過大街道十字路口前，月台長度可容許2輛電車同時停靠。月台中央設有約1輛電車長度的月台上蓋連全身背板，並附設候車座椅，至於月台外圍也同樣加裝了半身圍板式欄杆，至於月台前端則加裝了無障礙斜道。

### 月台配置
| 月台 | 路線        | 目的地                   |
| ---- | ----------- | ------------------------ |
| 北側 | ■2號線 環狀 | 紅十字醫院前、木屋町方向 |
| 北側 | ■3號線      | 往道後溫泉               |
| 北側 | ■5號線      | 往道後溫泉               |
| 南側 | ■1號線 環狀 | 往松山市站               |
| 南側 | ■3號線      | 往松山市站               |
| 南側 | ■5號線      | 往JR松山站前             |

## 歷史
- 1911年9月1日：松山電氣軌道開業，站名稱為「一番町停留場」。
- 1921年4月1日：松山電氣軌道被伊予鐵道收購，與線路相同的道後鐵道線共同運行。
- 1926年5月2日：原松山電氣軌道複線化、道後鐵道線廢止。
- 1967年1月1日：車站名稱改為「大街道停留場」[4]。

## 相鄰停留場
伊予鐵道
環狀線（■1號線、■2號線）、■3號線、■5號線
勝山町（18）－大街道（19）－縣廳前（20）